# Homophlebia xanthosoma
Homophlebia xanthosoma är en fjärilsart som beskrevs av W. Warren  1916. Homophlebia xanthosoma ingår i släktet Homophlebia och familjen trågspinnare. Inga underarter finns listade i Catalogue of Life.